# 심새롬
심새롬(1987년 9월 29일 ~ )은 대한민국의 대한항공 소속 탁구 선수이다. 2007년 중국 양저우 아시아 선수권대회에서 혼합복식 동메달을 획득하였다.

## 수상
- 2014.10월 제주 전국체전 단체전 금메달 (박성혜,심새롬,양하은,이은혜)
- 2013.12월 전국남녀탁구선수권대회 단체전 우승